# 高田正
高田 正（たかだ ただし、1899年3月26日 - 1947年1月6日）は、日本の裁判官。ゾルゲ事件で裁判長を務めた。

## 来歴
北海道札幌市出身。北海道庁立札幌第一中学校、第一高等学校を経て、1925年に東京帝国大学法学部を卒業。同年司法官試補となり、以後東京地方裁判所判事・検事、対満事務事務官、企画院書記官、司法省刑事局第4課長・第3課長などを歴任。
1942年東京刑事地方裁判所部長判事として、ゾルゲ事件の主犯とされた尾崎秀実とリヒャルト・ゾルゲらの裁判（同裁判所第9部）の裁判長となる。尾崎とは一高・東京帝大を通じて同期生・友人の間柄であったが、高田が尾崎に対して下した判決は死刑であった。高田は判決の後、次のように付け加えたという。「現在の尾崎秀実の立場も心境も十分認めている。だが、その行為を国法は許すことが出来ない。いのちをもって、国民に詫びよ」
戦後の1946年に奈良地方検察庁検事正となったが、在任中の翌1947年1月6日死去。
戦後の1945年11月の新聞社のインタビューにおいて、高田は「尾崎はあの人柄、あの知識を以って、新聞記者時代、満鉄時代を通じた日本上下の広い交友関係から得た最高の機密をゾルゲに提供していた。これがため死刑と断じられたのであるが、個人的に言えば、やっぱり尾崎は立派な日本人だったと確信する。（中略）彼が戦争防止に身をなげうっていたことは確かだ。彼は日本人だから、勿論日本を愛していたことはよくわかっていた。しかし彼はまたソ連を愛し、ソ連の方式によって世界を平和に導こう、そのためにはソ連を防衛しなければならない、戦争は絶対避けなければならない、そういった観点から彼の行動があったのだ」と述べている。